# Królestwo Lunda
Królestwo Lunda – historyczna konfederacja plemion Lunda na terenie Afryki. Jej granice wyznaczały:
- rzeka Kongo na zachodzie
- jezioro Mueru na wschodzie
- tropikalne lasy na północy
- Zambia na południu

## Historia
Królestwo Lunda zostało utworzone na terenie zamieszkałym przez Lundów przez najeźdźców z sąsiedniej Luby. Składało się z centralnej prowincji oraz pierścienia ściśle związanych ze stolicą prowincji, zewnętrznego pierścienia autonomicznych prowincji i niewielką liczbą zależnych królestw. Pod koniec XVI wieku regulowało regionalny handel miedzią na terenie Angoli.